# Diadegma aztecum
Diadegma aztecum är en stekelart som först beskrevs av Cameron 1904.  Diadegma aztecum ingår i släktet Diadegma och familjen brokparasitsteklar. Inga underarter finns listade i Catalogue of Life.